# ترديفي
ترِدِيڤي (بالإنجليزية: Tridevi)‏، (بالسنسكريتية: त्रिदेवी)‏، والاسمُ يعني حرفيًّا: الإلهاتُ الثلاث؛ هو ثالوثٌ مُتكوِّنٌ من الأُلوهةِ الأسمى في الهندوسيَّة. وهذه الثلاث هُنَّ كُلٌّ مِن: ساراسواتي، ولاكشمي، وبارفاتي. أمَّا في الشاكتيَّة، فالثالوثُ هذا هو تَجلٍّ لآدي باراشاكتي.